# Maurice Novarina
Maurice Novarina (Thonon-les-Bains, 28 de juny de 1907 - 28 de setembre de 2002) fou un arquitecte savoià francès. És conegut per haver dissenyat l'església de Notre-Dame de Tout Grâce du Plateau d'Assy (Nostra Senyora plena de Gràcia de l'altiplà d'Assy, a Passy, l'Alta Savoia), entre altres edificis. Va estudiar a l'École Nationale Supérieure des Beaux-Arts, i més tard es va convertir en enginyer d'obres públiques. Elegit membre de l'Acadèmia de Belles Arts de França el 1979, va ser succeït per Aymeric Zublena el 2008.
Novarina va tenir dos fills, Patrice Novarina que també es va convertir en arquitecte, mentre que Valère Novarina és un escriptor.

## Edificis rellevants

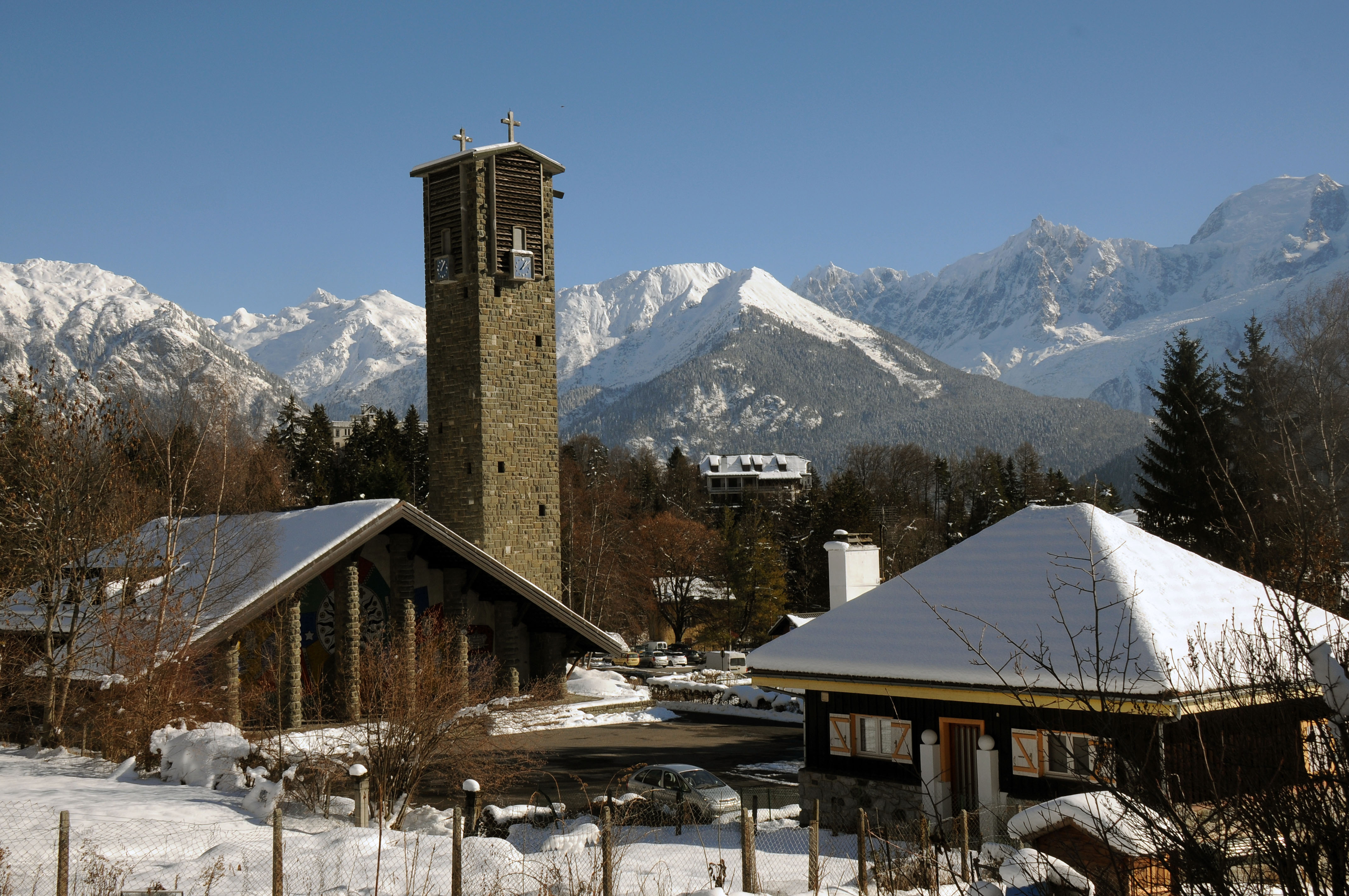
L'església de Plateau d'Assy

- Notre-Dame de Grâce Touré du Plateau d'Assy
- Tour Super-Italie
- Casa de la ciutat de Grenoble